# Cid Gomes
Cid Ferreira Gomes (Sobral, 27 de abril e 1963) é um engenheiro civil e político brasileiro filiado ao Partido Socialista Brasileiro (PSB). Graduado pela Universidade Federal do Ceará (UFC). Cid Gomes ocupou diversos cargos, incluindo deputado estadual, prefeito de Sobral, governador do Ceará, ministro da Educação e senador da república.

## Biografia
Filho do defensor público José Euclides Ferreira Gomes Júnior, ex-prefeito de Sobral, e da professora Maria José Santos Ferreira Gomes, iniciou seus estudos em sua cidade natal. Graduou-se em Engenharia Civil na Universidade Federal do Ceará (UFC), em Fortaleza, onde chegou a ocupar a presidência do Centro Acadêmico. É irmão de Ciro Gomes e Ivo Gomes.
Em 2013, foi listado como um dos 60 nomes mais poderosos do país pelo portal IG.
Cid Gomes é casado com Maria Célia Habib Moura Ferreira Gomes e pai de Rodrigo Dias Ferreira Gomes (nascido em 1997), Matheus Habib Ferreira Gomes (nascido em 2007) e Pedro Gomes (nascido em 2015).

## Carreira Pública

### Início da vida pública
Ingressou na política aos 25 anos, em 1988, como vice na chapa de José Linhares Ponte (popularmente conhecido como Padre Zé) à prefeitura de Sobral, derrotados com uma pequena margem de votos pelo candidato José Parente Prado. Logo depois disso, entre 1989 e 1990, Cid Gomes foi coordenador político regional no Ceará, tendo sido convidado pelo então governador Tasso Jereissati.

### Deputado estadual
Em outubro de 1990, Cid concorreu ao cargo de deputado estadual (PSDB) e foi eleito com 21.895 votos. Em 1991 se tornou líder do PSDB na Assembleia Legislativa do Ceará.
Ao longo do mandato, Cid se tornou primeiro-secretário da Mesa Diretora. Em 1994 disputou novamente como deputado estadual e foi reeleito com 45.570 votos, alcançado a terceira melhor votação do estado.
Em 1995, Cid Gomes foi reeleito para o cargo deputado estadual. No segundo mandato, foi eleito por unanimidade presidente da Assembleia, com 32 anos, sendo o presidente mais jovem da história do parlamento estadual.
Cid Gomes, por seu destaque como presidente da assembleia cearense, participou da Conferência Nacional de Assembleias Legislativas dos Estados Unidos, em 1996, e do Encontro de Integração de Jovens Políticos da América Latina e da Europa, realizado pela Fundação Konrad Adenauer no mesmo ano.

### Prefeito de Sobral

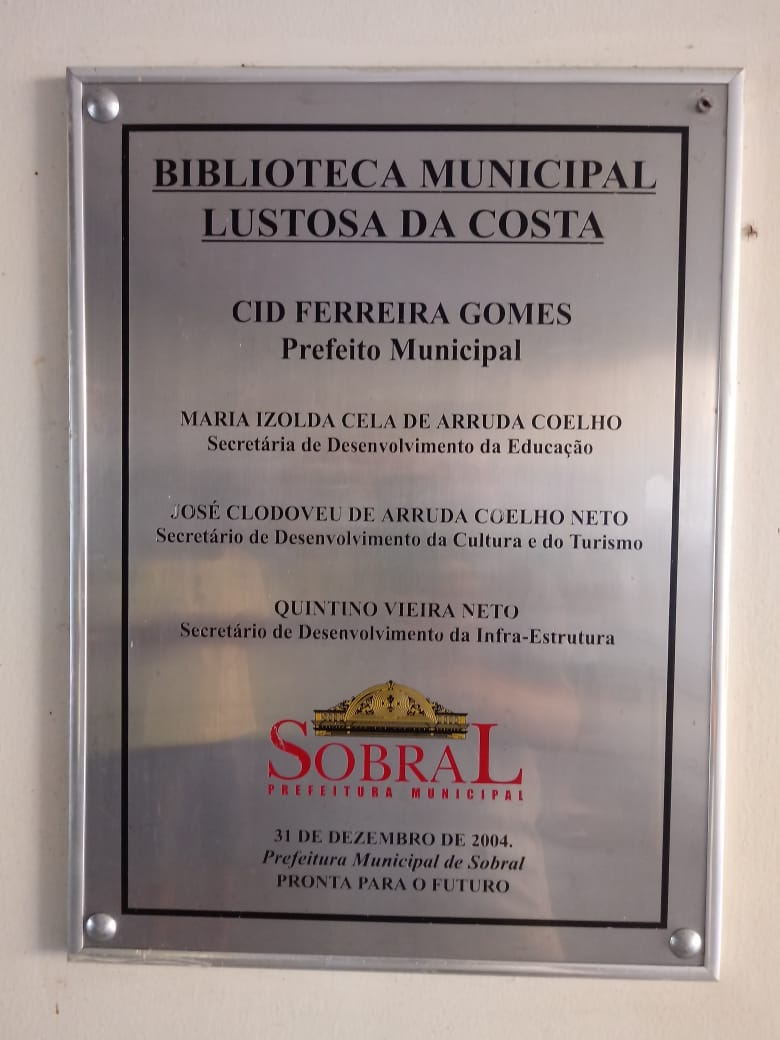
Placa da atual Biblioteca de Sobral construída na gestão de Cid Gomes.

Em 1996, disputou o cargo de prefeito municipal de Sobral, sendo eleito com um montante de mais de 64% dos votos do eleitorado. Deixou o cargo de Deputado Estadual em 1997 para assumir a prefeitura. Quando assumiu o cargo de prefeito de Sobral, em 1997, Cid Gomes quebrou a divisão de poder das famílias Prado e Barreto, que governaram a cidade de Sobral desde o ano de 1963.
Durante sua gestão como prefeito realizou convênios para a construção de seis escolas de grande porte e investiu mais de R$ 2,5 milhões para a recuperação de 23 escolas do município, dando os primeiros passos para a melhoria da educação do município de Sobral.
Em 2000, concorreu à reeleição, vencendo novamente com mais de 68% dos votos.
Em 2001, a gestão conseguiu, cinco antes do restante do Brasil ampliar o Ensino Fundamental para nove anos já atendendo crianças de seis anos de idade. Dois anos mais tarde, Sobral alcança mais de 100% de taxa de escolarização líquida (número possível pois recebia alunos de cidades vizinhas).
Criou também na Prefeitura de Sobral o Programa de Alfabetização na Idade Certa, que foi base para a criação do Pacto Nacional de Alfabetização na Idade Certa, do Governo Federal.
Nos oito anos de gestão em Sobral, a cidade passou por um redesenho profundo de suas finanças municipais e um rearranjo fiscal, fazendo com que a cidade se tornasse a terceira maior arrecadadora de imposto no Ceará.
Em pesquisa feita em 2004, Cid Gomes foi eleito o melhor prefeito de todo o estado do Ceará.

### Consultor
No começo de 2005, mudou-se para Washington D.C, nos Estados Unidos, onde exerceu a função de consultor do Banco Interamericano de Desenvolvimento (BID).

### Governador do Estado do Ceará
Em 2006, Cid Gomes foi eleito Governador do Ceará, derrotando o então ocupante do cargo, Lúcio Alcântara, em primeiro turno, com 62,38% dos votos. Quatro anos depois, foi reeleito, também no primeiro turno, com 62,31% dos votos. No primeiro mandato de governador, o vice foi Professor Pinheiro e, no segundo, Domingos Filho.
Nos seus primeiros anos de mandato criou projetos nas áreas de inclusão digital e segurança pública, além de medidas para a preparação do Estado para receber uma refinaria, que não chegou a ser instalada, e de uma siderúrgica, concebida em 2008 e que já está em funcionamento desde 2016 no Complexo Portuário do Pecém.
Cid também foi responsável pela criação do A criação do CONSESP (Conselho Estadual de Segurança Pública), prevista na Constituição Estadual de 1989, assim como na Lei Estadual de número 12.120/93. Em março de 2007, o Governador Cid Gomes nomeou os 13 integrantes do Conselho.
Dando prosseguimento para o Programa de Alfabetização Idade Certa (criado no município de Sobral), o Governo do Estado capacitou 15 mil professores nas 184 cidades do Ceará, impactando mais de 300 mil alunos.
Em 2010 foi reeleito para Governador no primeiro turno com 62,31% dos votos contra 19,38% do candidato Marcos Cals (PSDB).
Assegurou junto à Petrobras e ao Governo Federal a instalação de uma refinaria de petróleo para o Ceará. Outros projetos considerados estruturantes ganharam destaque ou entraram em pauta durante sua gestão, como a construção do Cinturão das Águas, a Companhia Siderúrgica do Pecém, o Cinturão Digital e ações sociais como a Educação Integrada, o Programa Alfabetização na Idade Certa (Paic), posteriormente adotado pelo Governo Federal sob o nome de Pacto Nacional pela Alfabetização na Idade Certa, construção de hospitais regionais, do Centro de Eventos do Ceará e grande investimento na área da segurança.
Em 2013, Cid Gomes “viralizou” na internet depois de ser flagrado por uma moradora mergulhando dentro de uma adutora tentando consertar um vazamento na cidade de Itapipoca (CE). Em entrevista o senador afirmou que havia construído o Açude Gameleira e também as adutoras responsáveis pelo abastecimento da cidade. No entanto, segundo ele, muitas vezes as adutoras rompiam por um problema durante as obras. Ele afirmou que tinham que fechar 20 ventosas e abrir 20 válvulas para consertar cada rompimento. Ele mesmo, afirma, teve que fazer aquilo 20 vezes."Não tinha outro jeito, tinha que mergulhar e abrir a válvula para que a água saísse". 
Ao final de seu segundo mandato como Governador do Estado, Cid Gomes foi incluído na lista dos 60 nomes mais poderosos do Brasil. Apesar de o estado estar na 11ª posição entre as economias do Brasil, o Ceará figurava então como 4º estado com maior nível de investimento.

### Ministro da Educação
Em janeiro de 2015, foi escolhido pela presidente Dilma Rousseff para assumir o Ministério da Educação, compondo a base ministerial de seu segundo mandato. O decreto de nomeação para o Ministério da Educação foi publicado no Diário Oficial da União em 1 de janeiro de 2015.
Uma das primeiras medidas de Cid Gomes frente ao ministério foi o aumento de cerca de 13% do piso salarial dos professores. Com o reajuste, o salário passou de R$ 1.697 para R$ 1.917,68.
Em discussões sobre o FIES para alunos de ensino superior, Cid afirmou “não defender quantidade, mas qualidade”, apontando a necessidade de avaliações mais rigorosas tanto para as instituições de ensino participantes quanto para os alunos. Cid Gomes deu declaração afirmando que iria trazer mais rigor para o FIES, e que o governo não deveria “iludir” os jovens para fazer faculdades ruins. A afirmação, na altura fez as ações da Kroton (maior empresa do setor privado de ensino superior do Brasil), caírem em 6%.
Em visita a Universidade Federal do Pará Cid afirmou então que na câmara dos deputados “tem lá uns 400, 300 deputados que quanto pior melhor para eles, que querem que o governo esteja frágil porque é a forma deles achacarem mais, tomarem mais, tirarem mais dele e aprovarem suas emendas impositivas”.
Cid foi convocado para comparecer a Câmara, em articulação feita por Eduardo Cunha. Em seu comparecimento, afirmou: “Eu fui acusado de mal-educado [por Eduardo Cunha]. O ministro da educação é mal-educado. Pois muito bem: prefiro ser acusado por ele [Cunha] de mal educado, do que ser como ele, acusado de achaque.” A afirmação, segundo a Folha de S.Paulo, foi uma referência à delação do doleiro Alberto Youssef, que havia feito uma delação acusando Eduardo Cunha de apresentar requerimentos para pressionar uma empresa a pagar propinas.
Em 18 de março de 2015, ao prestar esclarecimentos na Câmara dos Deputados sobre declarações feitas dias antes de que "a Câmara tinha de 300 a 400 achacadores”, envolveu-se em discussão com o presidente da Casa, Eduardo Cunha e retirou-se da sessão. Posteriormente, pediu exoneração do cargo de ministro. O decreto de exoneração, a pedido, foi publicado no Diário Oficial de 19 de março de 2015.

### Senador
Nas eleições de 2018, foi eleito senador pelo Ceará, com 41,62% dos votos. Nessa eleição, Cid alcançou a marca histórica de o congressista mais bem votado da história do Ceará.
Em agosto do mesmo ano, junto com o irmão Ciro e políticos ligados a ambos, fechou acordo de migração do PROS para o Partido Democrático Trabalhista (PDT).
Sobre as invasões em celulares de autoridades e sobre as mensagens divulgadas pela “Vaza Jato”, Cid Gomes defendeu na Comissão de Constituição e Justiça uma CPI para investigar e propor medidas de segurança para o sigilo de comunicações e também para apurar se realmente houv conluio entre o Poder Judiciário e o Ministério Público.
Em matéria do Jornal Metrópoles, Cid Gomes foi um dos quatro únicos Senadores que não registraram custos de despesas com serviços de cartas em 2019.
Ao longo do seu primeiro ano como Senador da República, Cid Gomes foi autor de 18 proposições legislativas e foi relator de 19 matérias.
No final do ano de 2019 o senador Cid Gomes se licenciou do mandato de senador para tratar de assuntos particulares. Ficou de licença sem vencimentos entre os dias 11 de dezembro de 2020 até o dia 11 de abril de 2020. Período pelo qual o seu suplente, senador Prisco Bezerra, atuou como senador.
No ano de 2020, foi divulgando amplamente na internet que o senador Cid Gomes teria saído de licença para permitir aposentadoria especial para os seus suplentes. A notícia foi verificada pela Agência Lupa e pela Boatos.org, e ambas agências afirmaram que a notícia era falsa. 
Em entrevista para o Diário do Nordeste em janeiro de 2021, Cid Gomes afirmou ser contrário ao impeachment, apesar de seu partido ser a favor. Afirmou que: "O PDT já discutiu e deliberou pela defesa do impeachment. Se houver qualquer deliberação (sobre o impeachment), prevalecerá a decisão partidária, mas, enquanto não houver essa decisão, tenho ponderado que a gente não pode vulgarizar um instrumento que, ao meu juízo, é para ser utilizado em oportunidades extraordinaríssimas". 
Em fevereiro de 2021, foi anunciado que Cid Gomes se tornou o líder do PDT no Senado Federal.
Em agosto de 2022 Cid Gomes pediu licença do Senado Federal para tratar de assuntos particulares, pelo período de 121 dias. A sua vaga foi assumida pelo seu segundo suplente, Senador Júlio Ventura.
Em fevereiro de 2023, Cid Gomes foi reconduzido a função de líder do PDT no Senado Federal.  Cid Gomes também foi eleito vice-presidente da Comissão de Educação (presidida pelo senador Flávio Arns do PSB-PR), vice-presidente da Comissão de Desenvolvimento Regional (presidida pelo senador Marcel Castro do MDB-PI) e vice-presidente da Comissão de Relações Exteriores (presidida pelo senador Renan Calheiros do MDB-AL).
Em março de 2023 o Senado Federal aprovou a criação de comissão especial para Debate de Políticas Públicas sobre Hidrogênio Verde e o primeiro presidente da comissão foi o senador Cid Gomes.  A comissão tem duração prevista de dois anos e se dedica à formulação de um marco regulatório para a produção de hidrogênio no Brasil.
Em fevereiro de 2024, Cid Gomes e seu grupo político se filiaram ao PSB, marcando um retorno para a sigla após quase 10 anos. A filiação de Cid e de seu grupo político levou mais de 40 prefeitos e centenas de vereadores para o PSB. Atualmente o PSB é o partido com mais prefeitos do Ceará, com mais de 60 prefeitos.

## Controvérsias

### Suposta investigação
Em 2010, a revista Veja anunciou uma suposta investigação da Polícia Federal para apurar um desvio de 300 milhões de reais em verbas do Ministério da Integração Nacional entre 2003 e 2009 para financiar campanhas políticas de Cid e seu irmão Ciro Gomes. A investigação também teria apurado um envolvimento de Cid Gomes e do político cearense Zezinho Albuquerque em um esquema de desvio de recursos. O envolvimento de Cid e Ciro Gomes no caso foi negado pela Polícia Federal e pelo Ministério Público. Ciro entrou com uma ação judicial contra a revista e Cid acionou jurídica e administrativamente a Polícia Federal.

### Professores grevistas
Em 2011, ao se pronunciar contra professores grevistas, disse: "Quem quer dar aula faz isso por gosto, e não pelo salário. Se quer ganhar melhor, pede demissão e vai para o ensino privado. Eles pagam mais? Não. O corporativismo é uma praga no meu ponto de vista. (...) Isso é uma opinião minha que governador, prefeito, presidente, deputado, senador, vereador, médico, professor e policial devem entrar, ter como motivação para entrar na vida pública, amor e espírito público".
Em janeiro de 2015, Cid afirmou que a declaração foi distorcida e que tal interpretação alegadamente equivocada seria contrassenso por ser filho de professores, destacando: "O que eu disse é que qualquer servidor público, seja ele vereador, governador, médico, deputado, professor, antes de qualquer coisa precisa ter vocação. É um espaço que você tem por natureza a posição de sacrifício pessoal. Claro que você tem que ter boa remuneração. Eu nunca disse que não. Seria um contrassenso porque sou filho de professores. Até por experiência pessoal, sei da importância de se ter boa remuneração."

### Mudança de partido
Em 2013, por ter sido contrário à decisão do PSB de apoiar a então provável candidatura presidencial do governador de Pernambuco e presidente nacional da sigla, Eduardo Campos, nas eleições de 2014, Cid Gomes, juntamente com seu irmão Ciro Gomes, saiu do partido e filiou-se ao recém-criado PROS, levando consigo mais de 300 políticos, entre prefeitos, vereadores, deputados e lideranças municipais, e cerca de 500 filiados em geral.
Em 2015, Cid Gomes se filiou ao PDT. No seu ato de filiação, acusou Michel Temer de "chefe de uma quadrilha de achacadores que assola o Brasil".
Em 2024, Cid Gomes e seu grupo político retornaram ao PSB.

### O episódio da retroescavadeira e o motim
Em 19 de fevereiro de 2020, Cid Gomes foi atingido por tiros de bala de borracha enquanto avançava contra um motim de policiais militares. O ataque ocorreu quando Cid utilizou uma retroescavadeira para arrancar o portão da sede do 3º BPM em Sobral, que estava sendo ocupados pelos policiais . Os amotinados, de forma inconstitucional, afirmavam estar em estado de greve, ainda que o ordenamento jurídico não permita greve para forças militares.
Os amotinados tinham como uma de suas reivindicações o aumento salarial. O motim dos policiais foi extremamente polêmico, já que no dia 13 de fevereiro o governo do Estado do Ceará e os policiais já haviam chegado a um consenso a respeito dos reajustes salariais. Mesmo assim, foi organizado um motim por policiais em Sobral e em Fortaleza. Duas semanas depois da greve o Governo do Estado aprovou uma lei proibindo a anistia de policiais em motim e mais de 200 policiais foram afastados de suas atividades.
De acordo com boletim médico, Cid foi atingido por duas balas na região torácica. Os projéteis ficaram alojados no seu corpo e não foram retirados. No mesmo dia, os médicos que o atenderam informaram que o político não corria risco de vida.

Um vereador da cidade de Sobral, apoiador de Jair Bolsonaro, era uma das lideranças policiais presentes no motim. Ele foi um dos poucos policiais sem usar balaclava.  Poucos dias depois do motim o vereador foi expulso do seu partido em uma nota assinada pelo Presidente Nacional e o Presidente Estadual do Partido Solidariedade. Abaixo um trecho da nota de expulsão:
Nós não trabalhamos com militância do terror que causam a depredação do patrimônio de pessoas e não podemos aceitar que policiais e agentes públicos, encapuzados e armados como milicianos, levem o terrorismo às ruas.
Hoje vemos em diversos estados essas milícias que agem como bandidos e criam suas próprias leis. A população fica perdida sem saber quem são os marginais nesta crescente onda de violência promovida por agentes públicos fora da lei.
A decisão é de caráter irrevogável. Continuaremos trabalhando para que a paz volte a reinar no Ceará e reiteramos que não admitimos que um de nossos militantes participe desse tipo de balbúrdia que atinge diretamente a população.
Até o ano de 2023 haviam sido expulsos 25 policiais da corporação. Outros 118 foram absolvidos e  212 continuavam a responder processos administrativos na Corregedoria da Polícia. 

## Condecorações
- 2007 - Ordem Estadual do Mérito Renascença[67]
- 2009 - Ordem do Mérito de Rio Branco[68]
- 2009 - Medalha Mérito da Santa Casa da Misericórdia de Fortaleza[69]
- 2011 - Medalha Grande Oficial da Ordem ao Mérito Aeronáutico[70]
- 2011 - Medalha da Ordem do Mérito Militar[71]
- 2011 - Medalha do Mérito Tamandaré[72]
- 2011 - Medalha do Mérito Judiciário Clóvis Beviláqua[73]
- 2012 - Medalha de Mérito Defensorial José Euclides Ferreira Gomes[74]
- 2013 - Troféu Executivo Público[75]
- 2014 - Medalha do Mérito Industrial[76]
- 2014 - Medalha Boticário Ferreira[77]
- 2015 - Medalha de Mérito de Contas[78]
- 2015 - Medalha de Mérito Presidente Luiz Inácio Lula da Silva[79]
- 2016 - Ordem do Mérito das Comunicações[80]
- 2022 - Medalha da Abolição[81]
- 2023 - Medalha Engenheiro Paulo de Frontin[82]
- 2024 - Troféu FIEC Summit[83]